# Richard Rich, I barón de Rich
Richard Rich, I barón de Rich (julio de 1496 - 12 de junio de 1567), fue Lord canciller durante el reinado del rey Eduardo VI de Inglaterra, desde 1547 hasta enero de 1552. Fue el fundador de la Escuela Felsted con sus correspondientes casas de beneficencia en Essex en 1564. Se benefició de la Disolución de los Monasterios y persiguió a los opositores percibidos del rey y sus políticas. Jugó un papel en los juicios de los mártires católicos Thomas More y John Fisher, así como en el de la mártir protestante Anne Askew.

Escudo de armas de Rich

## Orígenes
Según algunas fuentes, Rich nació en la parroquia londinense de St Lawrence Jewry, segundo hijo de Richard Rich y Joan Dingley, pero esto es objeto de disputa. También, según Carter, nació en Basingstoke, Hampshire, hijo de John Rich (fallecido en 1509) de Penton Mewsey, Hampshire, y una esposa llamada Agnes cuyo apellido se desconoce. En 1509, Richard heredó la casa de su padre en Islington, Middlesex. A principios de 1551, fue descrito en un documento oficial como "de cincuenta y cuatro años de edad y más", por lo que nació alrededor de 1496 o antes.
Según Sergeaunt (1889):

El origen de la familia del Barón Rich ha sido motivo de debate... El primero de la familia del que hay información definitiva fue Richard Rich, un próspero mercader de Londres y Alguacil de la Ciudad en 1441. La fecha de su muerte es dada por Burke's Peerage como 1469, pero parece que ha sido confundido con su hijo John, quien fue enterrado en la capilla de los Mercaderes ese año. La familia permaneció en la ciudad, y el hijo de John Rich probablemente también fue mercader. A él le nació un hijo entre 1480 y 1490 al que llamó Richard.
John Sergeaunt, 1889.

Tuvo un hermano, Robert, al que Enrique VIII le otorgó un inmueble en Bucklersbury el 24 de febrero de 1539, y que falleció en 1557.

## Carrera
Se sabe poco de la primeros años de Rich. Puede haber estudiado en Cambridge antes de 1516. Ese año, ingresó en el Middle Temple como abogado y en algún momento entre 1520 y 1525 fue lector en el New Inn. Para 1528, Rich estaba en busca de un mecenas y escribió al Cardenal Wolsey; en 1529, Thomas Audley logró ayudarlo a ser elegido como diputado por Colchester. A medida que la carrera de Audley avanzaba a principios de la década de 1530, también lo hacía la de Rich, a través de una variedad de cargos legales, antes de que se volviera realmente prominente a mediados de la década de 1530.
Siguieron otros nombramientos, y en 1533 Rich fue nombrado caballero y se convirtió en el Procurador general para Inglaterra y Gales, en cuyo cargo actuaría bajo Thomas Cromwell como un "martillo menor" para la demolición de los monasterios y para asegurar el funcionamiento del Acta de Supremacía de Enrique VIII. Rich tuvo una participación en los juicios de Tomás Moro y el obispo John Fisher. En ambos casos, su testimonio contra el prisionero incluía admisiones hechas en una conversación amistosa, y en el caso de More, las palabras fueron malinterpretadas de una manera que difícilmente podría ser otra que intencional. Mientras estaba en juicio, More dijo que Rich siempre fue "considerado ligero de lengua, un gran jugador de dados y apostador, y no de ninguna fama encomiable". Rich también jugó un papel importante en la caída de Cromwell.
Como Fiscal del Rey, Rich viajó al Castillo de Kimbolton en enero de 1536 para tomar el inventario de los bienes de Catalina de Aragón, y escribió a Enrique aconsejándole cómo podría obtener adecuadamente sus posesiones.

## Canciller
El 19 de abril de 1536, Rich se convirtió en el canciller del Tribunal de Augmentaciones, establecido para la disposición de los ingresos monásticos. Su propia parte del botín, adquirida ya sea por concesión o compra, incluía el Priorato de Leez (Leighs) y alrededor de 100 propiedades en Essex. Rich también adquirió y destruyó los bienes raíces y posesiones del Priorato de San Bartolomé el Grande en Smithfield. Construyó la portada de estilo Tudor que aún sobrevive en Londres como la parte superior de la Puerta de Smithfield. Fue Presidente de la Cámara de los Comunes en el mismo año y abogó por la política del rey. A pesar de la participación que tuvo en la supresión de los monasterios, la persecución de Thomas More y el obispo Fisher y el papel que desempeñó bajo Eduardo VI e Isabel, sus creencias religiosas seguían siendo nominalmente católicas.
Rich también participó en la tortura de Anne Askew, la única mujer torturada en la Torre de Londres. Tanto él como el Canciller Wriothesley giraron las ruedas del potro para torturarla.

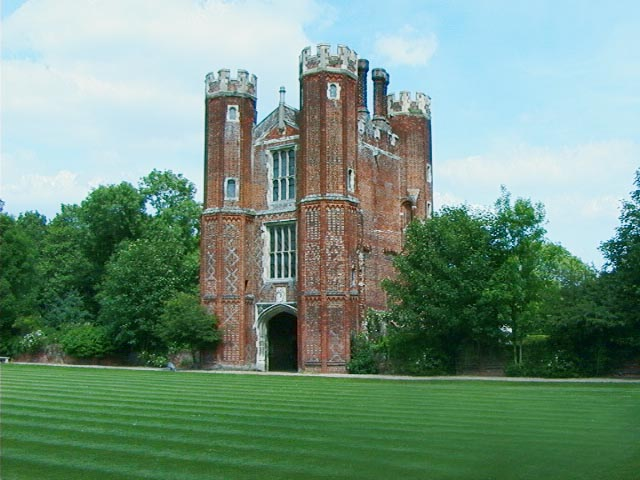
Torre del priorato de Leez

Rich fue un ejecutor asistente del testamento del rey Enrique VIII y recibió una concesión de tierras. Se convirtió en Barón Rich de Leez el 26 de febrero de 1547. Al mes siguiente, sucedió a Wriothesley como canciller. Apoyó al Lord Protector Edward Seymour en sus políticas, incluidas las reformas en asuntos eclesiásticos y la persecución de su hermano Thomas Seymour, hasta la crisis de octubre de 1549, cuando se unió a John Dudley. Renunció a su cargo en enero de 1552.

### Enjuiciamiento de obispos
Rich participó en la persecución de los obispos Stephen Gardiner y Edmund Bonner, y tuvo un papel en el trato severo otorgado a la futura María I de Inglaterra. Pero al acceder al trono, María no mostró ningún rencor hacia Rich. Participó activamente en la restauración de la antigua religión en Essex bajo el nuevo reinado, y fue uno de los perseguidores más activos. Sus apariciones en el consejo privado fueron raras durante el reinado de María; pero bajo Isabel, sirvió en una comisión para investigar las concesiones de tierras hechas durante el reinado de María, y en 1566 fue llamado para asesorar sobre la cuestión del matrimonio de la reina. Murió en Rochford en Essex, el 12 de junio de 1567, y fue enterrado en la iglesia de Felsted.
En el reinado de María, fundó una capellanía con disposiciones para el canto de misas y responsos, y el repique de campanas en la iglesia de Felsted. A esto se añadió una asignación cuaresmal de arenques para los habitantes de tres parroquias. Estas donaciones se transfirieron en 1564 a la fundación de la Escuela de Felsted para la instrucción, principalmente para niños nacidos en las propiedades del fundador, en latín, griego y divinidad. El patronato de la escuela permaneció en la familia del fundador hasta 1851.

## Descendencia
Los descendientes de Rich formaron la poderosa familia Rich, que duró tres siglos, adquiriendo varios títulos en la Nobleza de Inglaterra e intercambiando matrimonios con numerosas otras familias nobles.
Con su esposa Elizabeth Jenks (Gynkes) (f. 1558), tuvo 15 hijos. Trece de ellos están registrados en los pedigrees de Essex. El hijo mayor, Robert (¿1537?–1581), segundo Barón Rich, apoyó la Reforma protestante.
Uno de sus nietos, Richard Rich, fue el primer esposo de Katherine Knyvet: otro, el joven Robert Rich, III barón de Rich, I conde de Warwick (1559–1619), fue creado primer Conde de Warwick (de la tercera creación) en 1618, y fue el padre de Robert Rich, II conde de Warwick, quien fue Comandante de la Armada de la Mancomunidad durante el Interregno. Esta línea fracasó con la muerte del Edward Rich, VIII conde de Warwick el 7 de septiembre de 1759.
Rich tuvo un hijo ilegítimo llamado Richard (f. 1598), a quien reconoció plenamente en su testamento con legados y tutores para su minoría de edad, su educación en la ley común y arreglos matrimoniales adecuados. En esta línea de descendencia se encontraba su nieto, el aventurero mercante Sir Nathaniel Rich, y su bisnieto Nathaniel Rich (sobrino del mayor Nathaniel), un coronel en el Ejército del Nuevo Modelo durante la Guerra Civil Inglesa.

## Legado
Desde mediados del siglo XVI, Rich ha tenido una reputación de inmoralidad, deshonestidad financiera, doble juego, perjurio y traición raramente igualada en la historia inglesa. El historiador Hugh Trevor-Roper llamó a Rich un hombre "del que nadie ha hablado nunca bien".

## En la cultura popular
- Rich es el villano secundario en la obra teatral Un hombre para la eternidad de Robert Bolt, que muestra su caída en la corrupción. En la posterior adaptación cinematográfica, ganadora del Oscar, John Hurt lo interpreta. Bolt retrata a Rich como perjurándose contra More para convertirse en Fiscal General de Gales. More responde: "¿Por qué, Ricardo, de qué le sirve a un hombre ganar el mundo entero y perder su alma... pero por Gales?". La línea final de la película señala que Rich "murió en su cama", en contraposición al martirio de More y a las muertes prematuras de los otros personajes principales. En el remake de la película de 1988, Jonathan Hackett interpretó a Rich.[20]
- En 1961, William Redfirled protagonizó en Broadway el papel de Richard Rich del 21 de noviembre de 1961 al 1 de junio de 1963, en la obra  A Man for All Seasons, con 637 presentaciones en el teatro Anta.[21][22][23][24]
- En 2008, Jeremy Strong en Broadway, dio vida al personaje en la obra A Man for All Seasons (El hombre de dos reinos) reviviendo a Inglaterra de siglo XVI, en esta renacimiento de la obra de 1960 de Robert Bolt protagonizada por Frank Langella como Sir Thomas More. Strong interpretó a Richard Rich, quien traiciona a More, con consecuencias fatales. [25][26]
- Rich es un personaje secundario en la serie de novelas de misterio histórico de C. J. Sansom, la serie Shardlake, que está ambientada en el reinado de Enrique VIII. Rich es retratado como un cruel villano dispuesto a subvertir la justicia para mejorar su propiedad y posición. Tiene un papel importante en la trama de Soberano, la tercera de la serie, y en La Piedra del Corazón, la quinta.[27]
- En 2010, Rod Hallett interpretó a Rich en las temporadas dos, tres y cuatro de la serie de Showtime Los Tudor.[28][29]
- Rich (escrito Riche en las novelas) aparece en los tres volúmenes de Hilary Mantel sobre Thomas Cromwell, El espejo y la luz, y las adaptaciones televisivas de la BBC de las dos primeras novelas, Wolf Hall, donde Bryan Dick lo interpreta.[30]